# 克萊格·謝菲爾
克萊格·謝菲爾（Craig Eric Sheffer，1960年4月23日—）是美國的一位演員。他最著名的作品包括在短時間籃球兄弟中飾演Keith Scott角色。謝菲爾出生在賓西法尼亞州約克。

## 外部連結
- 克萊格·謝菲爾在互联网电影资料库（IMDb）上的資料（英文）
- 互聯網百老匯資料庫（IBDB）上克萊格·謝菲爾的資料（英文）
- 在AllMovie上克萊格·謝菲爾的頁面（英文）